# Birkum
Birkum er en landsby på Fyn med 202 indbyggere i byområdet (2021), beliggende sydøst for Odense. Den ligger i Odense Kommune og hører til Region Syddanmark. Fra 2022 er befolkningstallet under 200, og offentliggøres dermed ikke af Danmarks Statistik.

## Historie og etymologi
Birkum optræder første gang i de skriftlige kilder i 1398. Stavemåden har altid været den samme, så det er ikke muligt at finde frem til, om navnet muligvis blot er en forandring af Birki, der skulle pege i retning af en birkeskov. Endelsen –um bruges i de ældste, danske landsbynavne, og peger tilbage til før Vikingetiden. Endelsen kan være afledt af "hjem" eller det kan være en flertals-dativ endelse - altså måske "Ved de mange birke", jf. Husum.
Navnet Labirksgyden (vejnavn i byen) antyder, at der et sted ved Birkum har ligget en birkeskov. Labirksgyden skal være en rest af landevejen mellem Fraugdegaard og Torpegård (Sønder Nærå Sogn).
Ældre beboere i Birkum udlægger navnet på følgende måde; Det er ikke Labirksgyden, men Lerbæksgyden der er det rette navn. Navnet skulle skyldes en mindre bæk, der i dag er rørlagt ved Labirksgyden. Bækken skulle angiveligt have ført om til et teglværk, som var placeret mellem Birkum og Birkum Kohave. Der findes dog intet belæg for teglværkets eksistens, og muligvis er ideen opstået i forbindelse med én af de udflyttede gårde, der ligger på Labirksgyden i dag. Gården hedder Lerbæklund og navnet kunne således have foranlediget denne forestilling blandt de ældre beboere.

## Geografi
Birkum landsby ligger ved den gamle landevej, Ørbækvejen, mellem Odense og Svendborg. Ørbækvej fungerer som byens hovedfærdselsåre, hvorfra der udgår en del småveje, såsom Birkum Bygade, Skelkærvej ("Skidtkæret"), Markledet og Labirksgyden. Fra Birkum Bygade løber en blind vej ved navn Styvelen (Styvelsvej). Byens stævne er beliggende ved sammenløbet af Birkum Bygade og Ørbækvej. Stævnet blev i 1880 sat i stand, hvorved de oprindelige stævnesten blev kløvet og anvendt som stensætning omkring en lille forhøjning, hvorpå en bylind blev plantet. I 1921 blev stævnet atter restaureret. Ved restaureringen blev der rejst en mindesten for Sønderjyllands genforening i 1920 samt en flagstang. Stævnet fik ny beplantning i form af elmetræer og fremtrådte som et lille parkanlæg. En anden sten blev rejst i forbindelsen med befrielsen den 5. maj 1945, og i 1964 rejstes en sten for Slaget ved Dybbøl. I 2002 blev der genplantet nye elmetræer på stævnet, da de gamle elme var gået ud, og genforeningsstenen blev fejlagtigt genopmalet med årstallet 1990. Der er et veldefineret byrum omkring Stævnet og Birkum Bygade.
Der har været flere branddamme omkring bykernen, men de er alle, på nær gadekæret, kastet til. Lavninger i de senere opståede haver afslører dog stadig beliggenhederne.

### Industri
Landsbykernen bærer kraftigt præg af, at der i området som grænser op til Stævnet, ligger nogle meget store industribygninger, der producerer ost for Arla (ostehapser og Buko). Ostefabrikken har udviklet sig fra et ældre andelsmejeri. I perioden fra 1952 til cirka midt i 1990'erne, anvendte ostefabrikken de gamle mejeribygninger langs Ørbækvejen, og der er senere blevet opført nye bygninger bag de eksisterende. De sidste 10-15 år, har ostefabrikken opkøbt en række ejendomme langs Ørbækvej, Birkum Bygade og Stvyelsvej. Ejendommene er blevet revet ned i takt med fabrikkens behov for udvidelse. Ostefabrikken har begribeligt nok været en stor arbejdsgiver for landsbyens befolkning. Buko-ostenes navn er ikke afledt af Birkum, men stammer fra et nu nedlagt ostemejeri i Vordingborg.
Desuden findes her Jensen Seeds, en globalt førende leverandør af blandt andet spinatfrø. Frøene dyrkes på lejede marker rundt i landet, mens behandling og pakning sker i Birkum. Der er omkring 21 ansatte. Virksomheden var i mange år ejet og ledet af Danmarks "mr. spinat". Han har ad to omgange solgt til DLF Trifolium, og har trukket sig tilbage.

### Landsbykernen
Den ældste landsbykerne er kun sporadisk bevaret langs den slyngede Birkum Bygade, samt omkring dele af Styvelsvej. Gadekæret er beliggende ved Birkum Bygade sammen med nogle af de mest velbevarede gårde. Omkring bykernen er der bevaret 6-7 gårde/huse, hvor der hos enkelte gårde kun er stuehuset tilbage. De har alle, i større eller mindre udstrækning, bindingsværk og stråtag bevaret. Resten af de gamle gårde fra bykernen ligger uden for byen, som følge af udskiftningen i 1793.
Landsbyens struktur som vejforteby er godt bevaret og den ældre bebyggelse har i nogen grad bibeholdt dets særpræg op til i dag.
Sidst i 1800-tallet begyndte byen at vokse lidt mod øst, omkring vejkrydset Skelkærvej, Ør-bækvej og Labirksgyden. Her var Korsvejgård og en gård på Labirksgyden blevet udflyttet til. I en afstand på cirka 100 meter til Birkum by, opstod der på dette sted en lille "satellitby" bestående af 6-7 huse og 2 gårde. I dag er der bebygget mellem disse to koncentrationer, men på nordsiden af Ørbækvejen ses stadig en rest af ”mellemrummet” i form af en åben mark.
Nordvestlig for Birkum har en vindmølle ligget. Møllen blev, indtil 1982, drevet af korn- og foderstofproducenten Muus. Møllen malede ikke korn fra cirka 1970 og fremefter. På området var der blevet opført lagerbygninger og tørringsanlæg. Mølletårnet, uden hat og vinger, lå der indtil 1990, hvor resterne blev revet ned.
I Birkum var der indtil 1937 en fattiggård, ”Asylet”, beliggende 2 kilometer øst for byen. Efter salget af fattiggården, fik Fraugde Kommune del i plejehjemmet i Nørre Lyndelse. Fattiggården er placeret forholdsvis langt uden for byen og folk på egnen fortæller stadig, at de kan huske at ”lemmerne” gik ind til Birkum by for at handle.
Der er i dag ikke nogle af de gamle forretninger tilbage og den sidste købmand lukkede den 30. september 2004. Der er et forsamlingshus fra 1905, som stadig fungerer som samlingssted for lokalbefolkningen. Tidligere har der ligeledes været en meget aktiv beboerforening. Sognets største skole, Tingkærskolen fra 1960'erne, ligger ved Birkum.